# Mussenputgroeve

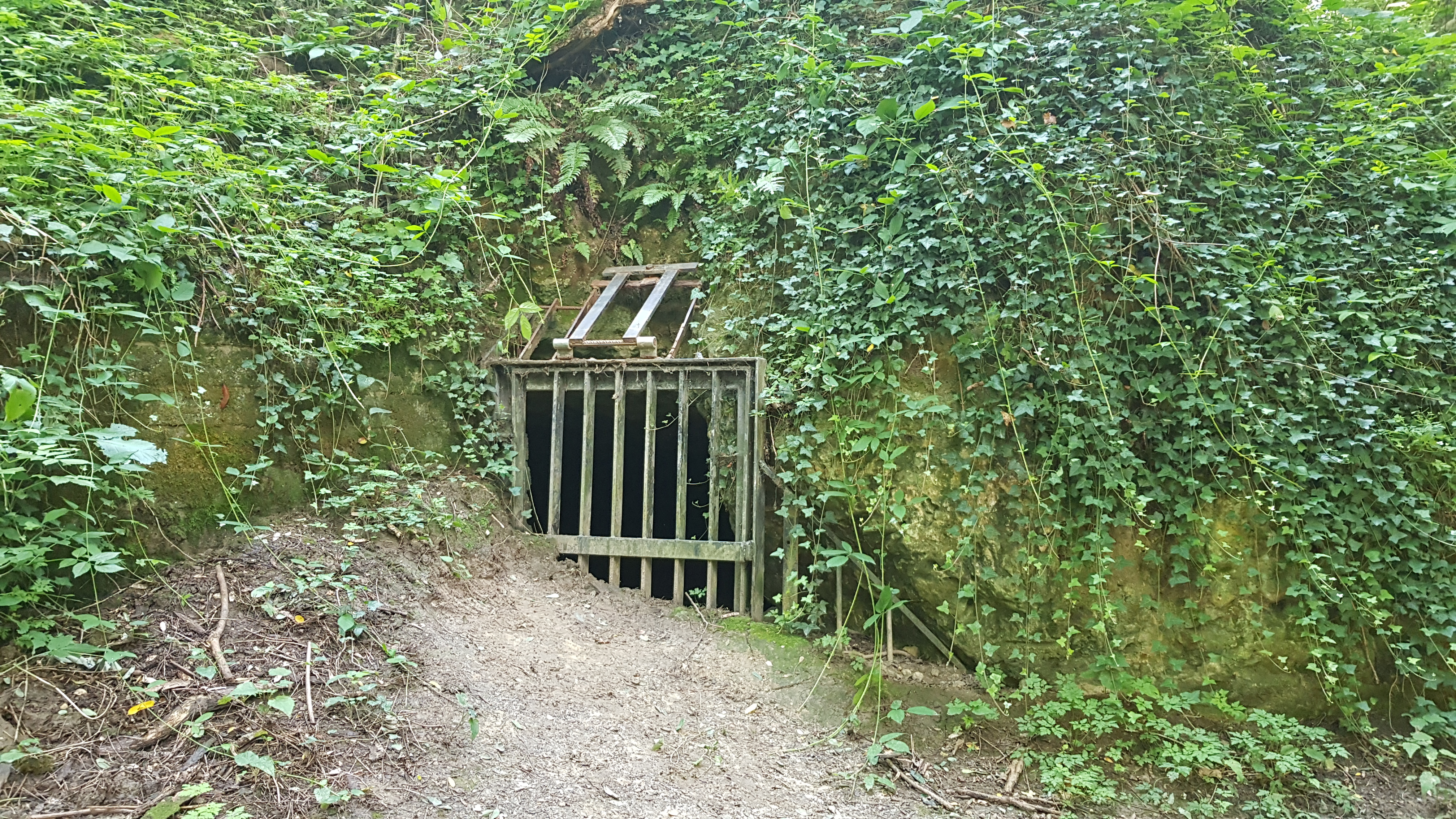
Mussenputgroeve

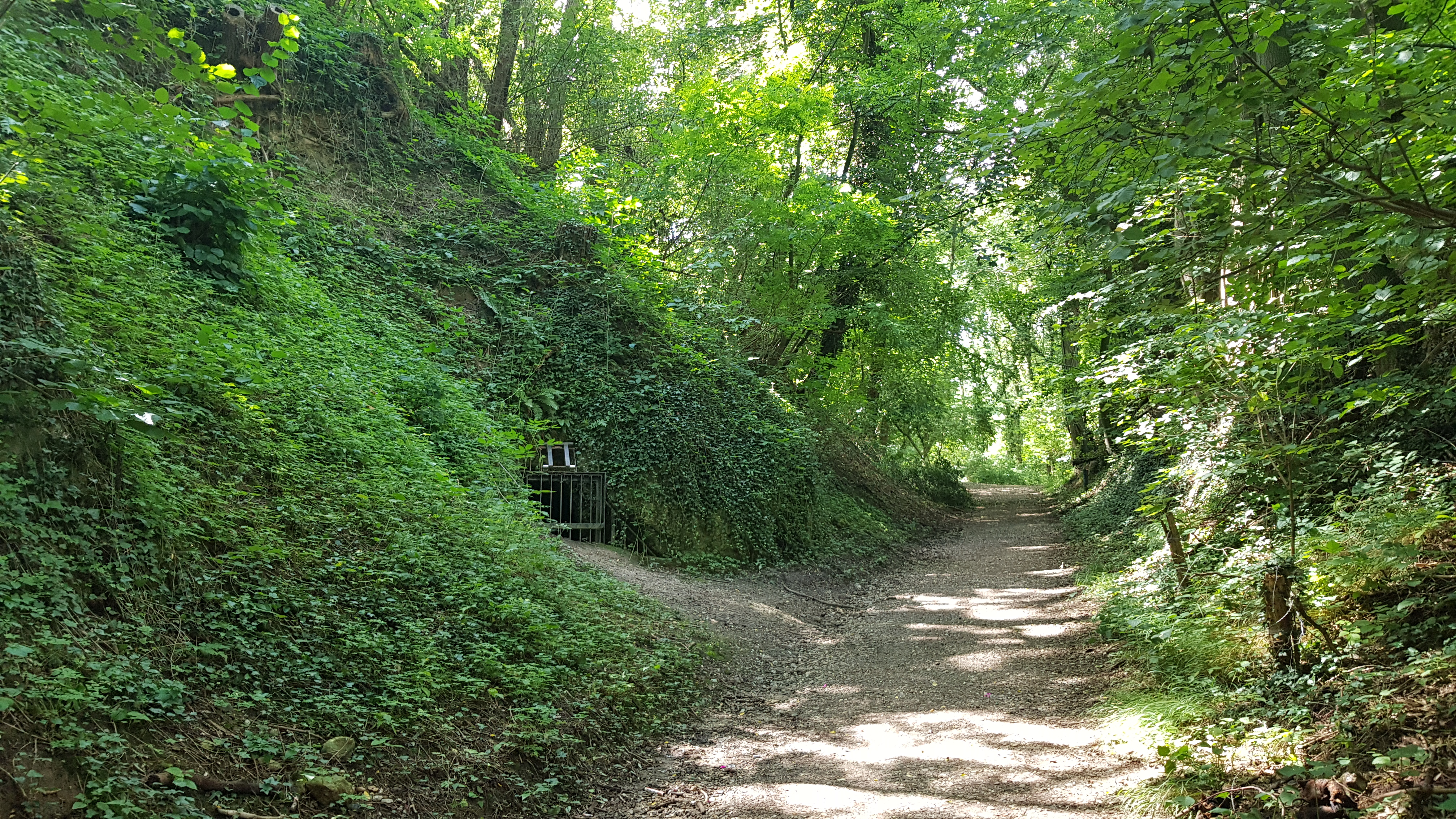
Mussenputgroeve

De Mussenputgroeve of Musschenputgroeve is een Limburgse mergelgroeve in de Nederlandse gemeente Valkenburg aan de Geul in Zuid-Limburg. De ondergrondse groeve ligt ten westen van Geulhem in een hellingbos op de noordelijke rand van het Plateau van Margraten in de overgang naar het Geuldal. In de omgeving duikt het plateau een aantal meter steil naar beneden.
Op ongeveer 70 meter naar het noordwesten ligt de Slangenberggroeve, op ongeveer 175 meter naar het oosten liggen de Rotswoningen van Geulhem en op ongeveer 300 meter naar het noordwesten ligt de Bronsdaelgroeve.

## Geschiedenis
Voor 1600 werd de groeve door blokbrekers reeds in gebruik genomen voor de kalksteenwinning.

## Groeve
De Mussenputgroeve is een kleine groeve met een oppervlakte van 50 bij 30 meter. De groeve bestaat uit enkele zalen die in elkaar overlopen. Aan de overzijde van het pad heeft de groeve een luchtschacht.
De ingang van de groeve is afgesloten met traliewerk, zodat vleermuizen de groeve kunnen gebruiken als verblijfplaats.
De groeve ligt op het terrein van het Het Limburgs Landschap. In 2017 werd de groeve op veiligheid onderzocht en deels goedgekeurd.